# Боржомі-Хараґаулі

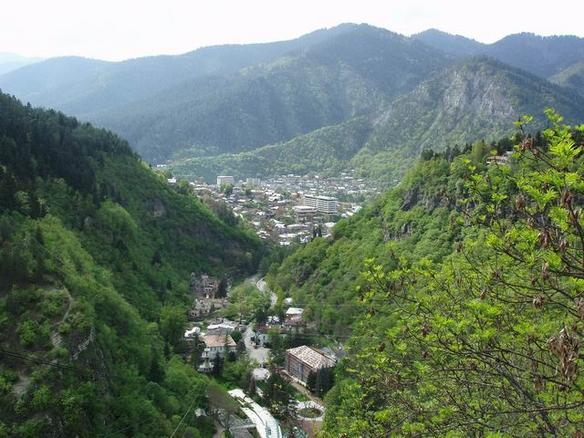
Вид на місто Боржомі

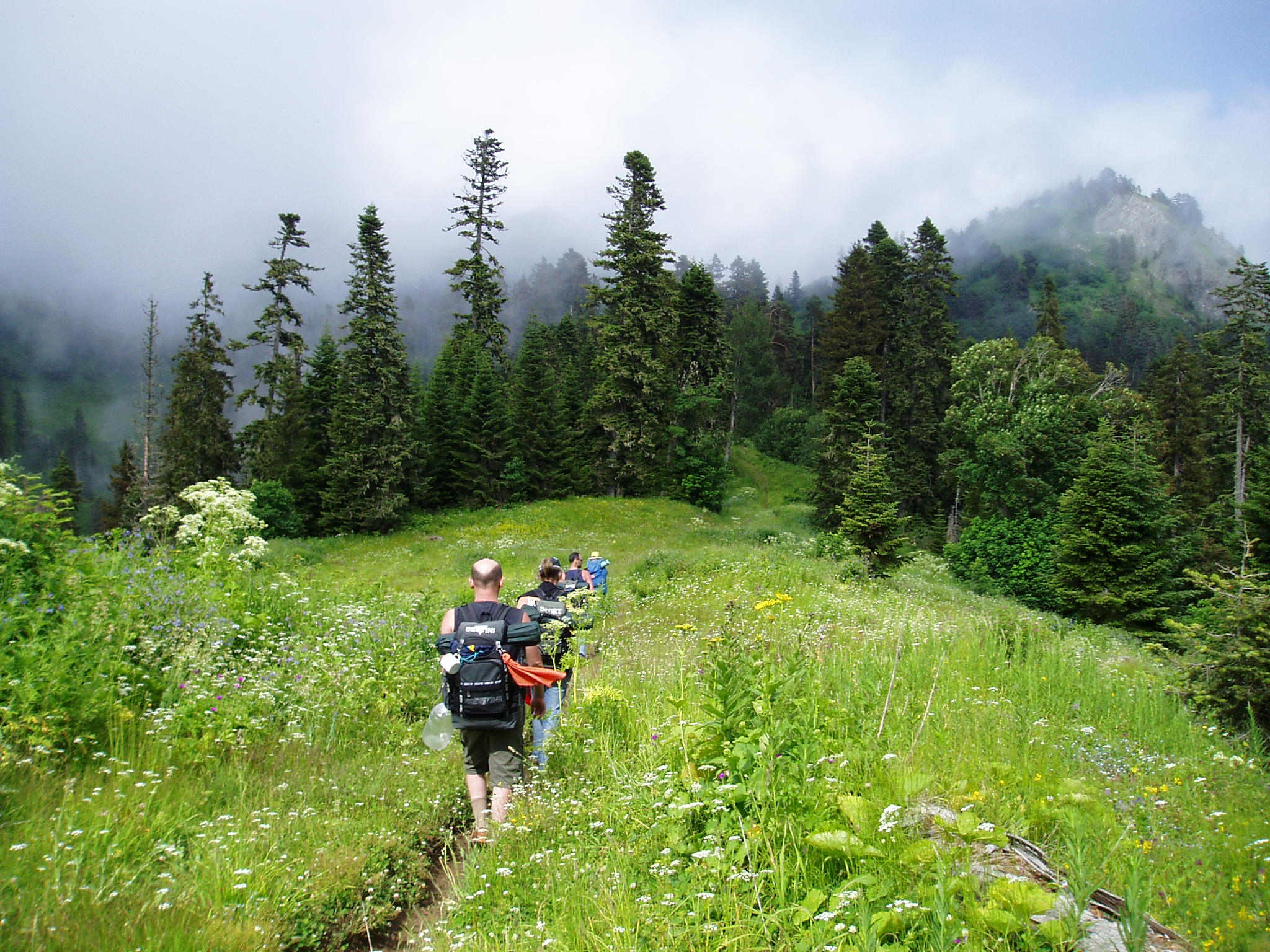

 Боржо́мі-Харагау́лі (національний парк) (груз. ბორჯომ — ხარაგაულის ეროვნული პარკი) — національний парк у центральній частині Грузії, розташований на території Малого Кавказу.
Один із найбільших національних парків у Європі, становить шість адміністративних районів, що простягаються від курорту Боржомі до селища Хараґаулі. Його площа займає 5,3 тис. км², що становить 7,6 % всієї території Грузії.
Його унікальність у розмаїтті географічних та екологічних зон, ландшафтів, історичних пам'яток і багатої флори і фауни.

## Історія
Історія створення Національного парку Боржомі-Харагаулі в Грузії бере свій початок у середні віки, коли ці землі були володіннями феодалів і використовувалися переважно для полювання.
У період захоплення Грузії Російською імперією великий вплив на долю краю мав великий князь Михайло Миколайович, брат Олександра II, колишній генерал-губернатор Закавказзя. Він знайшов місцеву красу парку вражаючою і вирішив побудувати в ньому свою літню резиденцію.
Пізніше він захистив велику територію і заборонив полювання без особливого дозволу, заклавши тим самим фундамент для майбутнього парку.
Парк був заснований у 1995 році за підтримки Всесвітнього фонду дикої природи (WWF) і Федерального уряду ФРН, але офіційно був відкритий тільки в 2001 році.

## Захист навколишнього середовища
Нафтопровід Баку — Тбілісі — Джейхан перетинає край цього Національного парку та перетинає його вододіл Рішення про запуск трубопроводу через цей незайманий регіон викликало значне незадоволення екологічних груп, які стверджують, що витік може призвести до порушення екосистеми Боржомі. Екологи також підкреслюють, що територія є джерелом частих зсувів, що може збільшити ймовірність прориву нафтогону. Вони також стверджують, що просто будівництво нафтогону в цьому регіоні негативно позначиться на продажі мінеральної води Боржомі. Мінеральна вода становить значну частину експорту Грузії У серпні 2008 року, після бомбардування терену Російськими ВПС, в парку згоріло понад 3 км² лісу, уряд Грузії звинуватив Росію в екоциді.

## Галерея

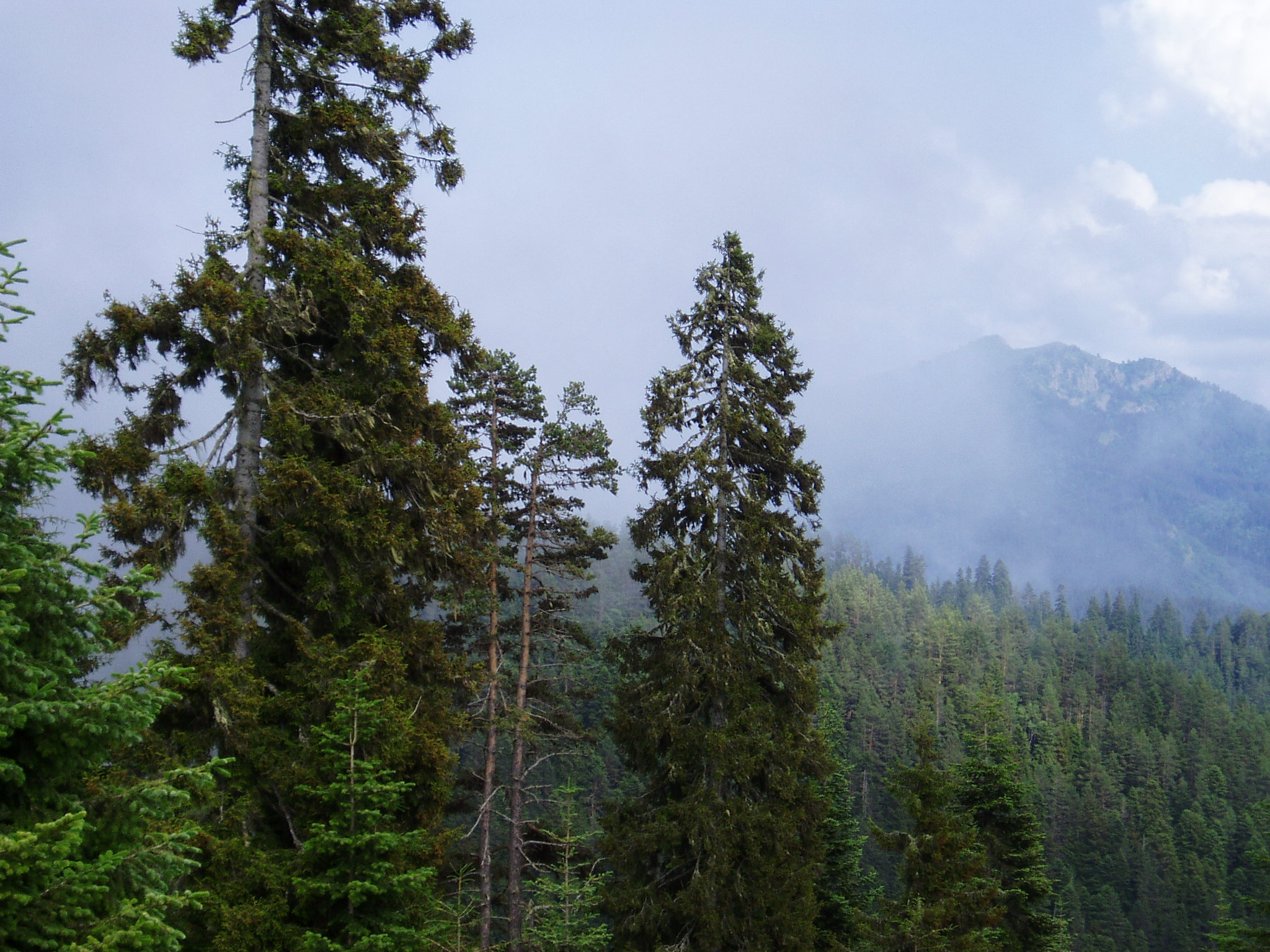
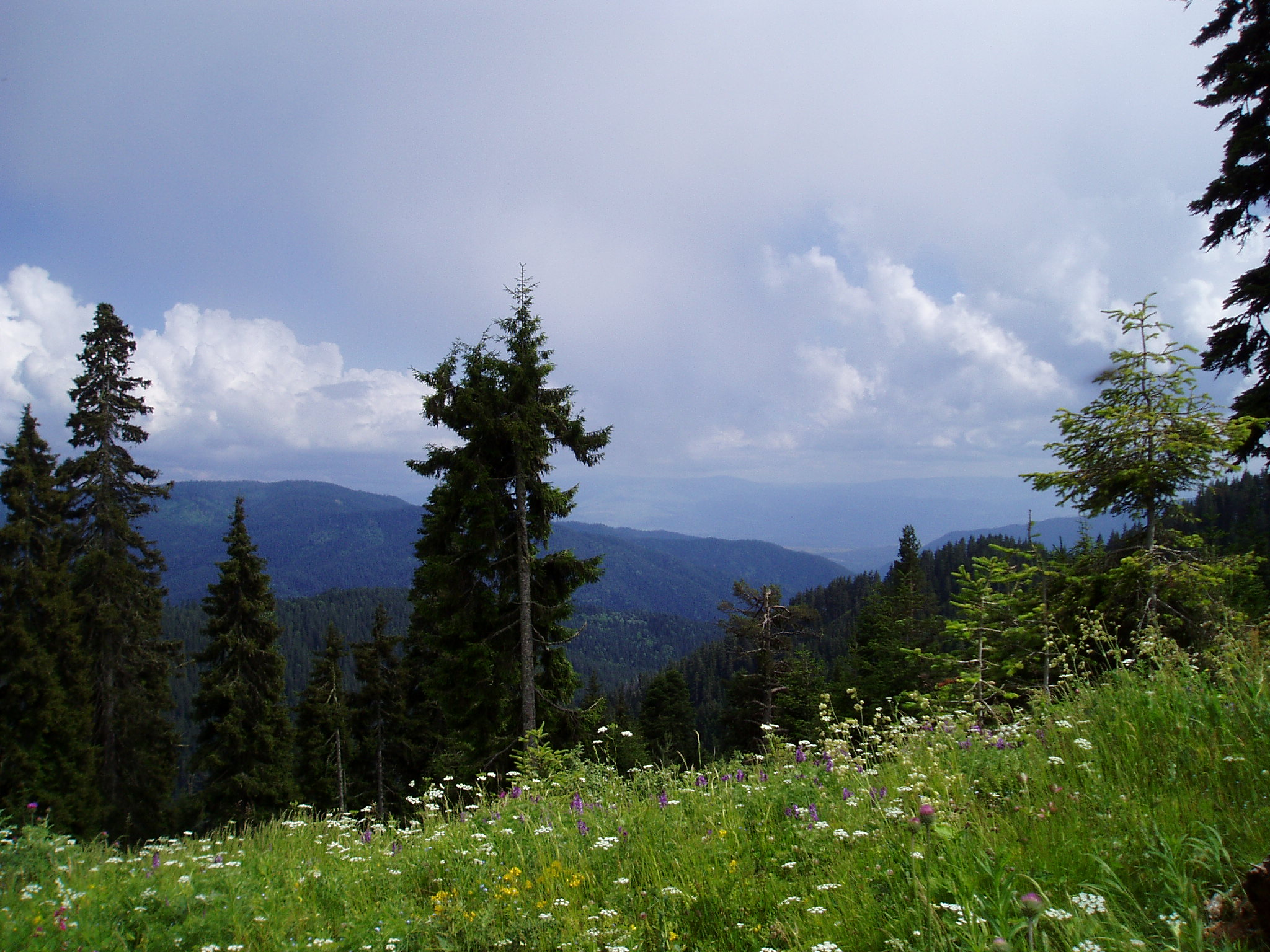
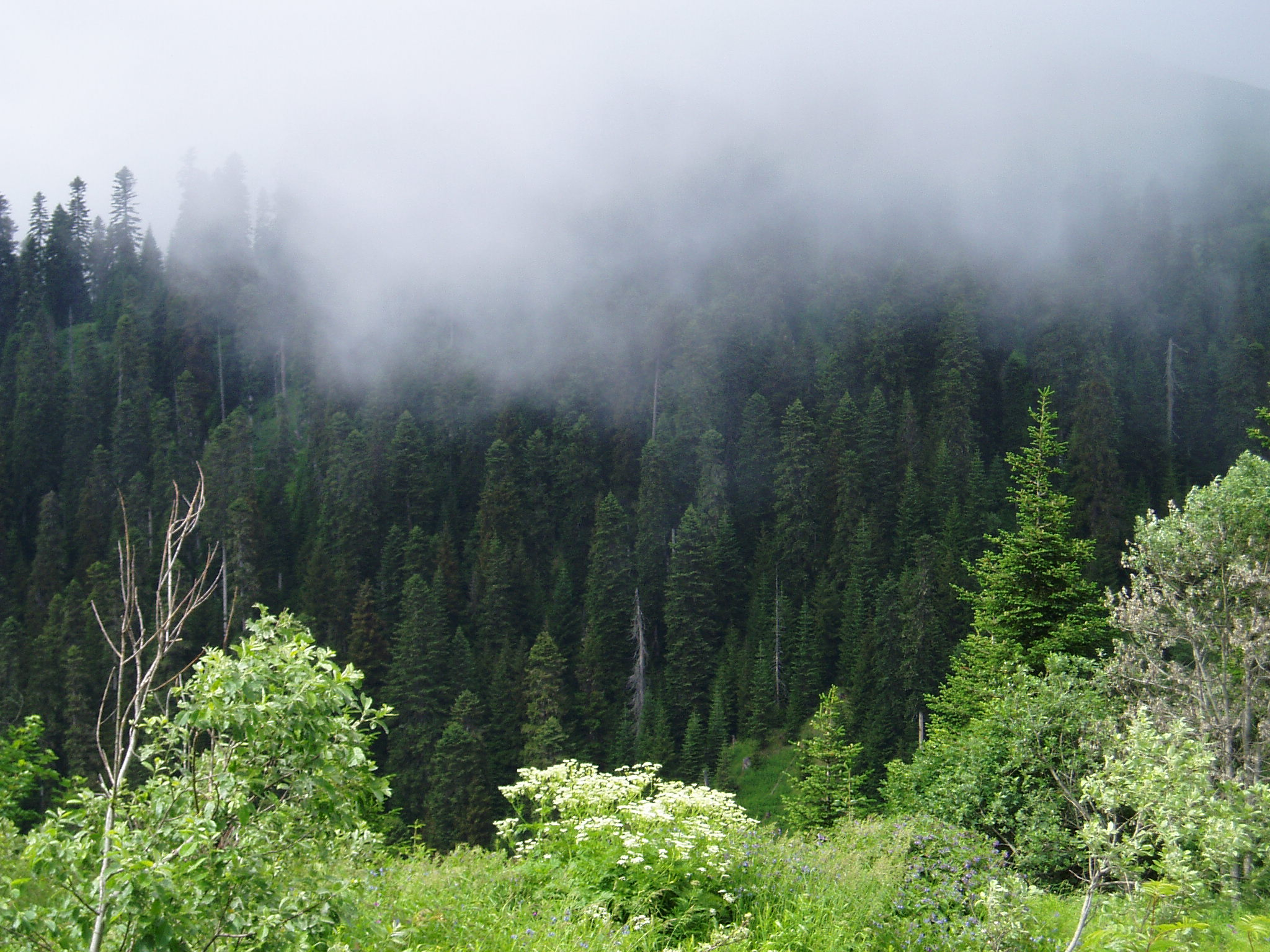
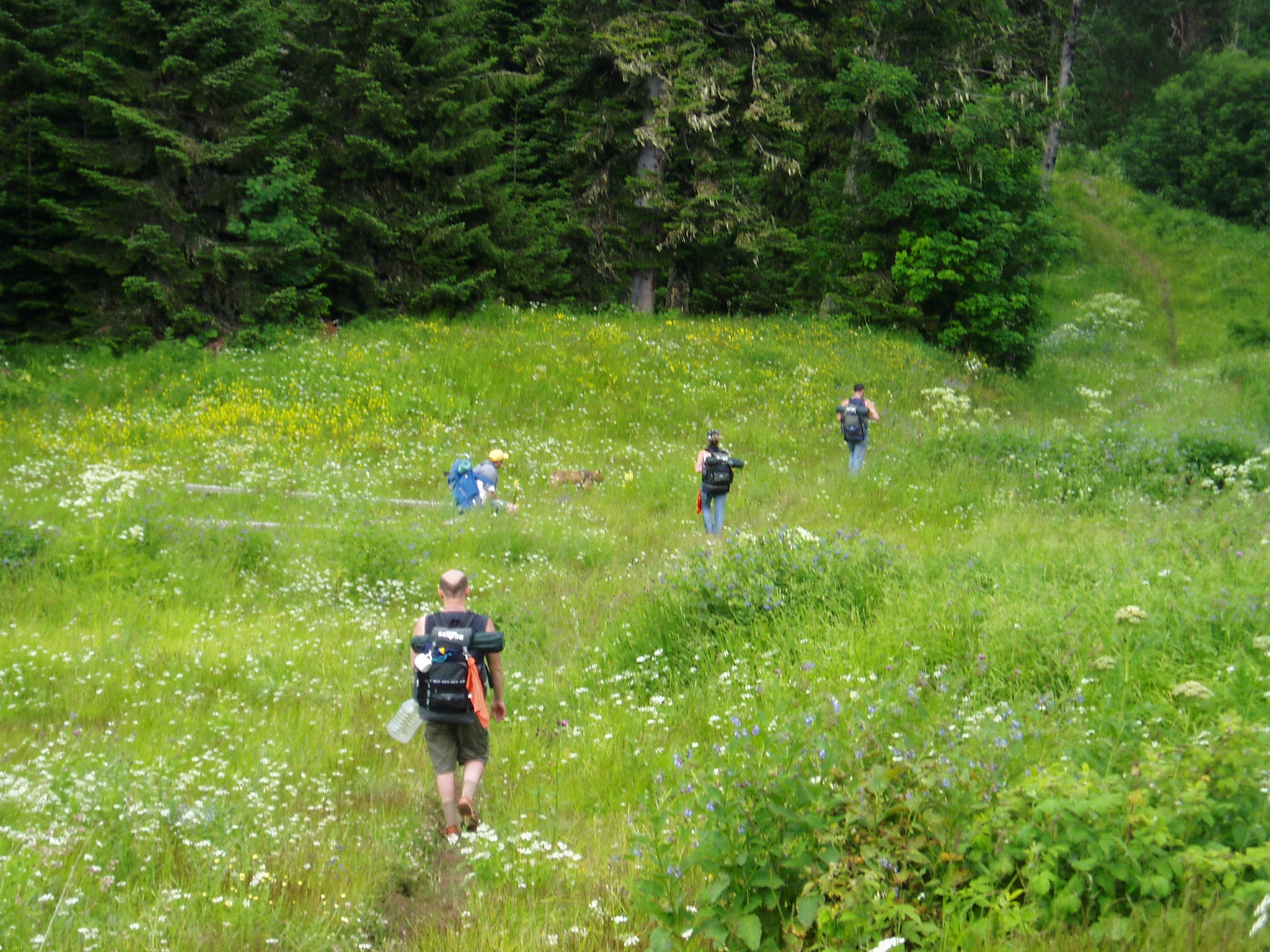
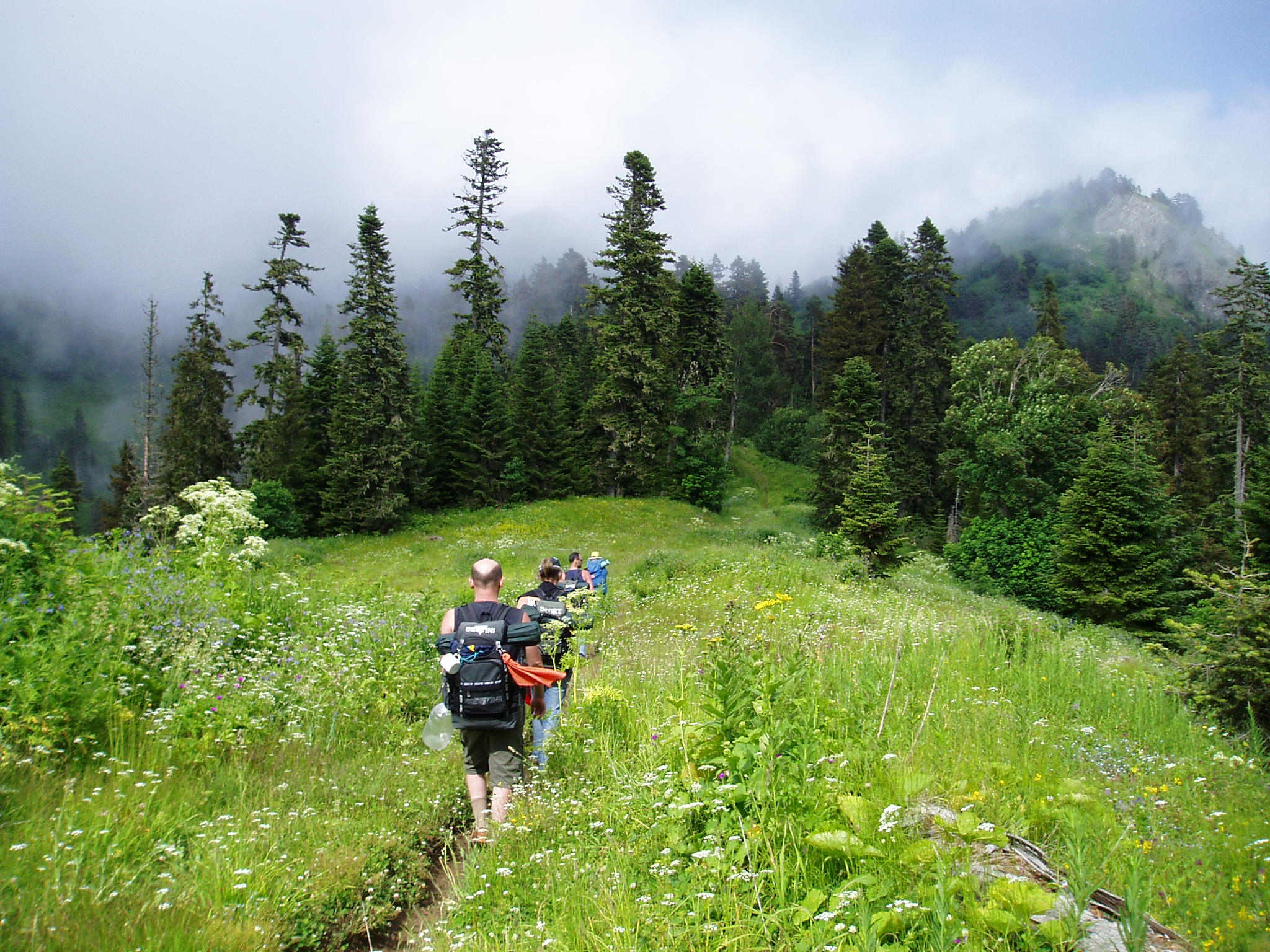
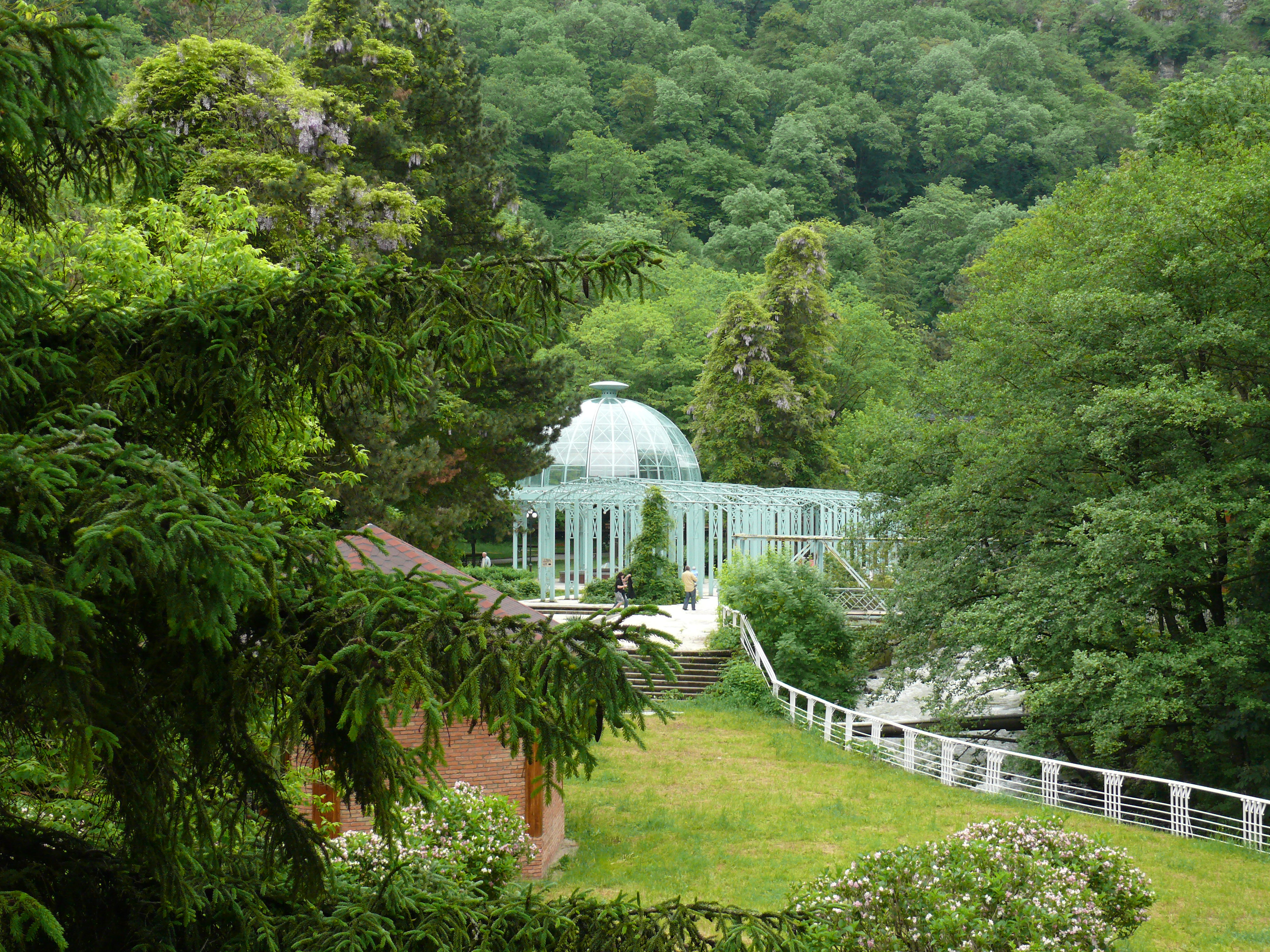